# The Mexicools
I Mexicools sono stati una stable di wrestling attiva in WWE tra il 2005 e il 2006, composta da Psicosis, Super Crazy e Juventud Guerrera.

## Storia
Il team debutta da heel il 23 giugno 2005 entrando con dei tosaerba, hanno attaccato Chavo Guerrero e Paul London durante il loro match per il Cruiserweight Championship. Il team debutta nel ring il 14 luglio 2005 sconfiggendo Paul London, Funaki e Scotty 2 Hotty. A Great American Bash i Mexicools sconfiggono i Blue World Order. I Mexicools entrano in feud con gli F.B.I., turnando face. Juventud vince una battle royal avente anche gli altri due membri dei Mexicools e si aggiudica la title shot per il Cruiserweight Championship di Nunzio. A No Mercy Juventud sconfigge Nunzio e vince il titolo dei pesi leggeri. Mentre Psicosis e Super Crazy puntano ai WWE Tag Team Championship, Juventud perde il titolo dei pesi leggeri in un house show in Italia, sempre contro Nunzio. Nella puntata di SmackDown! in memoria di Eddie Guerrero tutti e tre i membri dei Mexicools partecipano ad una battle royal dove è Juventud ad uscirne vincitore. Il 25 ottobre Psicosis e Super Crazy falliscono l'assalto ai WWE Tag Team Championship in un Fatal 4-Way Tag Team match che includeva anche i campioni dei Legion of Doom, William Regal e Paul Burchill e gli MNM (Johnny Nitro e Joey Mercury) e che ha visto trionfare proprio questi ultimi, i quali si sono laureati campioni. Il 25 novembre a SmackDown! Juventud sconfigge Nunzio diventando per la seconda volta Cruiserweight Champion. Il 2 dicembre a SmackDown! Psicosis e Super Crazy diventano i contendenti numeri uno per il WWE Tag Team Championship detenuti dagli MNM ad Armageddon. Ad Armageddon Juventud perde il titolo dei pesi leggeri per mano di Kid Kash, mentre Psicosis e Super Crazy vengono battuti dagli MNM. Il 6 gennaio 2006 Juventud viene svincolato dalla WWE, e Psicosis e Super Crazy rimangono in team. Il 3 febbraio 2006 Super Crazy e Psicosis affrontano gli MNM, ma vengono sconfitti da questi ultimi. Nel giugno 2006 iniziano i primi screzi tra Psicosis e Super Crazy, dato quest'ultimo inizia ad avere molto successo in carriera da singolo, mentre Psicosis non appare per diverse settimane. A Judgment Day 2006 Crazy non riesce a conquistare il titolo dei pesi leggeri contro Gregory Helms. Si riunisce a Psicosis e, durante un tag team match a Velocity, i Mexicools affrontano Paul London e Brian Kendrick e vincono per uno schienamento illegale da parte di Psicosis. La settimana successiva, a SmackDown!, Psicosis lascia da solo Super Crazy il quale viene sconfitto da The Great Khali. Il 23 giugno 2006 Psicosis e Crazy hanno una rissa definendo la fine del team. Super Crazy e Psicosis si scontrano in una puntata di Smackdown! dove vede trionfatore Super Crazy. Nel frattempo questi passa al roster di Raw e Psicosis rimane nel roster di SmackDown! per merito della Draft Lottery. Psicosis viene poi svincolato dalla WWE.

## Nel wrestling

### Mosse finali
- Psicosis
  - Diving leg drop
- Super Crazy
  - Moonsault
- Juventud Guerrera
  - 450º Splash